# هضمونية عقدية
الهضمونية العقدية (باللاتينية: Peptostreptococcus) هو جنس من البكتيريا اللاهوائية إيجابية الغرام غير مكونة للأبواغ. خلاياها صغيرة مكورة، قد توجد في سلاسل أو أزواج أو منفردة.
الهضمونية العقدية بكتيريا بطيئة النمو، ولها مقاومة ضد مضادات الميكروبات.
أكثر أنواعها وجودا هو الهضمونية العقدية الكبيرة (P. magnus).